# NGC 6484
NGC 6484 é uma galáxia espiral (Sb) localizada na direcção da constelação de Hercules. Possui uma declinação de +24° 28' 59" e uma ascensão recta de 17 horas, 51 minutos e 46,8 segundos.
A galáxia NGC 6484 foi descoberta em 27 de Junho de 1876 por Édouard Jean-Marie Stephan.